# Kyokko
Kyokko was een onbemande Japanse ruimtevlucht uit 1978. Deze kunstmatige satelliet maakte deel uit van de Japanse bijdrage aan IMS, de International Magnetospheric Study. Deze satelliet deed onderzoek naar het poollicht en daarbij optredende bijverschijnselen, de ionosfeer en magnetosfeer. Hij werd ontworpen door het Institute of Space and Aeronautical Science (ISAS) aan de Universiteit van Tokio.

## Opbouw
Kyokko had een 80 cm lange cilindrische vorm van 94,6 cm diameter met sterk afgeplatte kegelvormige uiteinden. De grotendeels met zonnecellen bedekte buitenwand leverde maximaal 35 W elektriciteit. Een nikkel-cadmium-accu verzorgde de stroomvoorziening tijdens duistere periodes. Twee stel antennes verzorgden de communicatie met de vluchtleiding.
Twee masten van 1,90 m staken aan weerszijden uit het vaartuig. Hierop waren twee magneten bevestigd, die Kyokko in de juiste stand hielden ten opzichte van de plaatselijke geomagnetische veldlijnen. Totale spanwijdte kwam op 4,83 m. De standregeling werd gecompleteerd door een zonnesensor en vector-magnetometer. Meetgegevens sloeg het toestel op een bandrecorder op; de maximale tijdsduur afhankelijk van de bitrate. Bij 512 bps kon de recorder 160 minuten gegevens opslaan, bij 2048 bps slechts 40 minuten.

## Wetenschappelijke instrumenten
- Elektron detectoren, om temperatuur, dichtheid en ionische samenstelling te meten.
- Instrument om energie van elektronen te meten. Dit bestond uit twee bolvormige meters aan voor- en achterkant met een meetbereik tussen 4,5 eV en 11,3 keV.
- UV camera om opnames van poollicht te maken. Deze had een blikveld van 60° en een opname besloeg 178 × 198 pixels. Boven de Arctis maakte Kyokko iedere 128 s een opname van het poollichtpatroon.
- Elektrostatische plasmagolfmeter. Deze onderzocht elektrostatische golven in de magnetosfeer tussen 0,4 en 30 kHz; radiogolven mat het tussen 0,045 en 3 MHz. Twee dunne draden, aangebracht op beide stabilisatiemasten, fungeerden als antenne.
- UV-gloed spectrofotometer, die de UV-uitstraling van de interplanetaire ruimte, magnetosfeer en dampkring in kaart bracht.
- Ionen massaspectrometer, om positief geladen ionen in de bovenste atmosfeerlagen te meten. Deze had een meetbereik van 1-4 en 14-16 eenheden en bevond zich aan de voorzijde van het ruimtevaartuig.

## Vluchtverloop
Kyokko werd gelanceerd op 4 februari 1978 vanaf Uchinoura met een M-3H draagraket. Deze leverde zijn nuttige lading af in een elliptische baan met een hoogste punt van 3978 km, een laagste punt van 642 km en een omlooptijd van 134 minuten. De inclinatie bedroeg 65,4° bij een excentriciteit van 0,19188. Na bijna drie weken testen begon Kyokko op 24 februari met zijn waarnemingen. Gezien de baan werd het grondstation in Kagoshima geassisteerd door Churchill Research Base in Canada en Showa Station op Antarctica.
Waarnemingen gaven aan, dat wanneer poollicht optreedt dit een verstoring van het plasma in de lucht veroorzaakt. Dit veroorzaakt krachtige elektromagnetische golven. Op 2 augustus 1992 kwam er een einde aan de missie. Momenteel cirkelt Kyokko nog steeds om de Aarde.